# Фалькоєш
Клубе Дешпортіву Фалькоєш ду Норте або просто Фалькоєш (порт. Clube Desportivo Falcões do Norte) — професіональний кабовердійський футбольний клуб з міста Ча ді Алекрім, на острові Сан-Вісенті.

## Історія
Клубе Дешпортіву Фалькоєш ду Норте було засновано 19 серпня 1960 року в містечку Ча ді Алекрім в північній частині острова Сан-Вісенті. Клуб робить ставку на молодих футболістів з власного міста.

## Досягнення
- Відкритий чемпіонат острова Сан-Вісенті: 2 перемоги

2003/04
- Суперкубок острова Сан-Вісенті: 1 перемога

2013

## Статистика виступів у острівному чемпіонаті
| Сезон   | Див. | Міс. | Іг. | В | Н | П | ЗМ | ПМ | РМ | О  | Кубок    | Відкритий | Примітки |
| ------- | ---- | ---- | --- | - | - | - | -- | -- | -- | -- | -------- | --------- | -------- |
| 2012-13 | -    | -    | -   | - | - | - | -  | -  | -  | -  | Фіналіст |           |          |
| 2013-14 | 2    | 6    | 14  | 5 | 1 | 8 | 18 | 22 | -4 | 16 |          |           |          |
| 2014-15 | 2    | 5    | 14  | 6 | 2 | 6 | 17 | 20 | -3 | 20 |          |           |          |